# Матип, Жоэль
Жоб Жоэ́ль Андре́ Мати́п (фр. Job Joël André Matip; 8 августа 1991, Бохум, Германия) — камерунский футболист, игравший на позиции полузащитника и защитника. Выступал в сборной Камеруна.

## Карьера

### Клубная
Матип начал свою карьеру в 1994 году в юношеской команде клуба «Вейтмар 45», в которой играл до 1997 года до перехода в «Бохум». В 2000 году попал в молодёжную команду «Шальке 04».

### «Шальке»
В сезоне 2009/10 новый главный тренер «Шальке 04» Феликс Магат привлёк Матипа в главную команду, и 7 ноября 2009 года он дебютировал в основном составе в матче против «Баварии» в Мюнхене. Дебют получился запоминающимся — Матип забил единственный гол «Шальке», который принёс команде ничью, и был назван лучшим игроком матча. В первом матче 1/4 финала Лиги чемпионов 2010/11 Матип на 17-й минуте забил первый гол «Шальке» в ворота миланского «Интернационале», тем самым сравнял счёт. Итальянский клуб проиграл матч со счётом 2:5. В итоге «Шальке» смог добраться до полуфинала Лиги чемпионов 2010/11, установив рекорд клуба.

### «Ливерпуль»
В феврале 2016 года было объявлено, что Матип по завершении сезона и истечении контракта с «Шальке» в статусе свободного агента перейдёт в английский «Ливерпуль». Контракт футболиста рассчитан на четыре года. 29 октября 2016 года открыл счёт своим голам за «Ливерпуль», забив мяч на 44-й минуте в матче с «Кристал Пэлас». Матч окончился победой «Ливерпуля» с итоговым счётом 4:2. В ноябре 2017 года в матче с «Вест Хэм» забил второй гол за мерсисайдцев, увеличив отрыв от молотобойцев до двух мячей. В сезоне 2018/19 Матип провел 22 матча и забил один гол. «Ливерпуль» занял второе место в АПЛ, отстав от «Манчестер Сити» всего на одно очко. Помимо этого команда выиграла Лигу чемпионов: 1 июня 2019 года в Мадриде «красные» в английском финале одолели «Тоттенхэм» (2:0), а Матип в конце матча отдал голевую передачу Дивоку Ориги. Сразу после финала Жоэль подписал с клубом новый долгосрочный контракт, рассчитанный до 2024 года.
Жоэль начал сезон 2019/20 в качестве основного центрального защитника команды. В игре за Суперкубок Англии против «Манчестер Сити» он сравнял счëт, переведя игру в серию пенальти, в которой соперник оказался сильнее (1:1, 4:5 по пен.). В матче 3-го тура АПЛ против Арсенала (3:1) камерунец открыл счëт после углового в конце 1-го тайма. Но осенью у Матипа начались проблемы со здоровьем, в результате чего он провёл лишь 9 игр за всю кампанию. Однако для самого «Ливерпуля» сезон сложился сверхудачно: «красные» впервые за 30 лет стали чемпионами, значительно опередив «Манчестер Сити».
В сезоне 2020/21 травмы продолжили преследовать Матипа: защитник провёл всего 10 игр, отличившись одним мячом в ворота «Вулверхэмптона».

### В сборной
23 декабря 2009 года был вызван в сборную Камеруна для участия в Кубке африканских наций 2010 года, но позже отказался от участия в турнире. Матип являлся участником сборной Камеруна на чемпионате мира 2010 в ЮАР. В 2010 году дебютировал в сборной в контрольных матчах накануне чемпионата мира. Матип был вызван в сборную на Кубок Африки-2017.

## Клубная статистика
| Выступление      | Выступление      | Выступление      | Лига | Лига | Кубки | Кубки | Еврокубки | Еврокубки | Итого | Итого |
| Клуб             | Лига             | Сезон            | Игры | Голы | Игры  | Голы  | Игры      | Голы      | Игры  | Голы  |
| ---------------- | ---------------- | ---------------- | ---- | ---- | ----- | ----- | --------- | --------- | ----- | ----- |
| Шальке 04        | Бундеслига       | 2009/10          | 20   | 3    | 2     | 0     | 0         | 0         | 22    | 3     |
| Шальке 04        | Бундеслига       | 2010/11          | 26   | 0    | 5     | 0     | 11        | 1         | 42    | 1     |
| Шальке 04        | Бундеслига       | 2011/12          | 30   | 3    | 4     | 1     | 13        | 1         | 47    | 5     |
| Шальке 04        | Бундеслига       | 2012/13          | 32   | 3    | 1     | 0     | 6         | 0         | 39    | 3     |
| Шальке 04        | Бундеслига       | 2013/14          | 31   | 3    | 3     | 0     | 8         | 1         | 42    | 4     |
| Шальке 04        | Бундеслига       | 2014/15          | 21   | 2    | 1     | 1     | 3         | 0         | 25    | 3     |
| Шальке 04        | Бундеслига       | 2015/16          | 34   | 3    | 2     | 0     | 5         | 1         | 41    | 4     |
| Шальке 04        | Итого            | Итого            | 194  | 17   | 18    | 2     | 46        | 4         | 258   | 23    |
| Ливерпуль        | Премьер-лига     | 2016/17          | 29   | 1    | 3     | 0     | 0         | 0         | 32    | 1     |
| Ливерпуль        | Премьер-лига     | 2017/18          | 25   | 1    | 2     | 0     | 8         | 0         | 35    | 1     |
| Ливерпуль        | Премьер-лига     | 2018/19          | 22   | 1    | 1     | 0     | 8         | 0         | 31    | 1     |
| Ливерпуль        | Премьер-лига     | 2019/20          | 9    | 1    | 2     | 1     | 2         | 0         | 13    | 2     |
| Ливерпуль        | Премьер-лига     | 2020/21          | 10   | 1    | 0     | 0     | 2         | 0         | 12    | 1     |
| Ливерпуль        | Премьер-лига     | 2021/22          | 31   | 3    | 5     | 0     | 7         | 0         | 43    | 3     |
| Ливерпуль        | Премьер-лига     | 2022/23          | 14   | 1    | 3     | 0     | 4         | 1         | 21    | 2     |
| Ливерпуль        | Премьер-лига     | 2023/24          | 10   | 0    | 1     | 0     | 3         | 0         | 14    | 0     |
| Ливерпуль        | Итого            | Итого            | 150  | 9    | 17    | 1     | 34        | 1         | 201   | 11    |
| Всего за карьеру | Всего за карьеру | Всего за карьеру | 344  | 26   | 35    | 3     | 80        | 5         | 459   | 34    |

## Достижения

### Командные
«Шальке 04»
- Обладатель Кубка Германии: 2010/11
- Обладатель Суперкубка Германии: 2011

«Ливерпуль»
- Чемпион Англии: 2019/20
- Обладатель Кубка Англии: 2021/22
- Обладатель Суперкубка Англии: 2022
- Победитель Лиги чемпионов УЕФА: 2018/19
- Обладатель Суперкубка  УЕФА: 2019
- Обладатель Кубка Футбольной лиги: 2021/22

### Личные
- Символическая сборная Африки по версии КАФ: 2019
- Игрок месяца английской Премьер-лиги: февраль 2022